# Animal (песня Pearl Jam)
«Animal» (с англ. — «Животное») — песня американской рок-группы «Pearl Jam. Была выпущена в 1993 году в качестве третьего сингла из их второго альбома Vs.». Хотя авторство песни причисляется ко всем членам группы, слова написал Эдди Веддер, а музыку сочинил главным образом Стоун Госсард. Помимо номерного альбома, песня была включена в альбом компиляцию «Rearviewmirror (Greatest Hits 1991–2003)».

## Сочинение и запись
Песня была написана Стоуном Госсардом как инструментальный, демонстрационный пример, под названием «Weird A» в 1990 году. Песня содержит элементы фанка. Майк Маккриди сказал, «Мне нравятся партии лид-гитары в этой песне. Джордж Вебб, парень, который заботится обо всех наших гитарах и усилителях, сидел там, и я сказал ему, что сделаю соло для него. Впоследствии оно было записано. Я сделал его на Гибсоне 335. Это - забавная песня, в смысле исполнения».

## Лирика
Смысл песни ошибочно трактовался поклонниками как ненависть группы к СМИ, так и рассказ о групповом изнасиловании. В интервью «Melody Maker 1993 года, вокалист Эдди Веддер заявил: «Я не хочу говорить о ... . Это не то чтобы личное, это справедливо, один человек в звукозаписывающей компании сказал на днях, что они хотели громкий вокал. Он хотел, чтобы люди поняли точно, о чём я пел. Затем, я сказал ему, о чём эта песня, и он сказал, Вы правы. Давайте оставим вокал как он есть. Возможно, мы действительно не хотим, чтобы люди поняли о чём она.».
Изначально, Vs.» был назван «Five Against One», названием послужил отрывок из песни «One, two, three, four, five against one...». Относительно оригинального названия альбома Госсард сказал, «Для меня то название представляло большую борьбу, мы делали попытку сделать запись... Ваша собственная независимость — Ваша собственная душа — против всех иначе. В этой группе, и я думаю в рок музыке вообще, искусство компромисса почти так же важно как искусство отдельного выражения. У Вас могло бы быть пять великих художников в группе, но если они не могут пойти на компромисс и сотрудничать, у Вас нет великой группы. Это могло бы означать что-то абсолютно различное от Эдди. Когда я слышал, о чём она, это имело большой смысл для меня.».

## Список композиций
| №  | Название        | Автор(ы)                                    | Длительность |
| -- | --------------- | ------------------------------------------- | ------------ |
| 1. | «Animal»        | Амент, Веддер, Госсард, Аббруззес, Маккриди | 2:47         |
| 2. | «Animal» (Live) | Амент, Веддер, Госсард, Аббруззес, Маккриди | 3:00         |
| 3. | «Jeremy» (Live) | Веддер, Амент                               | 5:31         |

- Живая запись с концерта в «The Fox Theatre», Атланта, Джорджия. 3 апреля 1994

| №  | Название          | Автор(ы)                                    | Длительность |
| -- | ----------------- | ------------------------------------------- | ------------ |
| 1. | «Animal»          | Амент, Веддер, Госсард, Аббруззес, Маккриди | 2:47         |
| 2. | «Jeremy»          | Веддер, Амент                               | 5:18         |
| 3. | «Daughter» (Live) | Веддер, Госсард, Амент                      | 2:44         |
| 4. | «Alive» (Live)    | Веддер, Госсард                             | 4:57         |

- «Daughter» — живая запись с концерта в «The Fox Theatre», Атланта, Джорджия. 3 апреля 1994
- «Alive» — живая запись VARA Radio на «Pinkpop Festival», Нидерланды. 8 июня 1992

## Выход и отзывы
Сингл был выпущен в 1993 году, но в США он вышел только 27 июня 1995 года, была доступна более дорогая импортная версия. «Animal» достигла 21 места в Hot Mainstream Rock Tracks; 30 места в Australian Singles Chart; вошла в десятку лучших песен Новой Зеландии.
В обзоре альбома «Vs.», журнала Rolling Stone песня была описана как, «своего рода ритуальная страсть, наслаждение чем-то действительно диким».
| Чарт (1994)               | Позиция |
| ------------------------- | ------- |
| New Zealand Singles Chart | 7       |
| US Mainstream Rock Tracks | 21      |
| Australian Singles Chart  | 30      |